# E233 (trasa europejska)
E233 – trasa europejska biegnąca przez Holandię i Niemcy. Zaliczana do tras kategorii B droga łączy Hoogeveen z Cloppenburg. Jej długość wynosi 188 km.